# Mazin Silva
Mazin Silva, nome artístico de Gilmar da Silva (Blumenau, 11 de agosto de 1975), é um guitarrista e violeiro brasileiro. Versado no jazz e na música brasileira, Mazin já fez parte do line-up de vários festivais importantes de jazz, como Santa Catarina Jam Festival, Festival Abrazos (Europa), Festival Spah (Sacramento-EUA), Cascavel Jazz Festival (PR-Brasil), Bluinstrumental (Blumenau-Brasil), Festival SESC Panorama (Jaraguá do Sul-Brasil), Festival Tagima Dream Team (SP - Brasil), dentre outros.
Em junho de 2023, um incêndio em sua casa fez com que o músico perdesse todos os móveis, instrumentos musicais, presentes e prêmios de reconhecimento.

## Discografia
- 2005 – Curumin
- 2006 – Balaio de Gato (creditado como Mazinho da Silva)[7]
- 2009 – Lar dos Sonhos[7]
- 2012 – Andrew[4]
- 2014 – De Norte a Sul[8]
- 2017 – Por Inteiro (DVD ao vivo)
- 2021 – Balaio de Gato, vol. 2[9]

### Com Raul Misturada
- 2012 – Quântico[10]
- 2015 – Lumina[11]

### Com Didi Maçaneiro
- 2014 – Raízes Razões (DVD ao vivo)[4]

### Com John Mueller
- 2021 – Sintonia (Ao vivo na Casa Gertrud Hering) [DVD][12]

### Videoaulas
- 2008 – “Guitarra Iniciante”
- 2008 – “Ritmos do Brasil”

## Prêmios e Indicações
| Ano  | Prêmio                                                                                      | Categoria                                                                                   | Resultado | Ref.          |
| ---- | ------------------------------------------------------------------------------------------- | ------------------------------------------------------------------------------------------- | --------- | ------------- |
| 1999 | Concurso Nacional de Música Instrumental                                                    | Concurso Nacional de Música Instrumental                                                    | 2º Lugar  | [ 13 ]        |
| 2010 | II Festival de Música Instrumental para Viola, Violão e Guitarra da cidade de Louveira (SP) | II Festival de Música Instrumental para Viola, Violão e Guitarra da cidade de Louveira (SP) | Venceu    | [ 14 ]        |
| 2014 | Concurso "Minha Boca é um Show" do programa Legendários                                     | Concurso "Minha Boca é um Show" do programa Legendários                                     | Venceu    | [ 15 ] [ 16 ] |
| 2018 | Samsung E-Festival Instrumental                                                             | Samsung E-Festival Instrumental                                                             | Venceu    | [ 2 ]         |
| 2021 | 51º Festival Nacional da Canção (Fenac)                                                     | Troféu Lamartine Babo - Melhor intérprete                                                   | Venceu    | [ 17 ]        |

### Homenagens
- 2014 - Homengaeado no 10º Festival Universitário da Canção, Cultura e Arte (FUCCA) de Blumenau-SC[18]